# Carnex Vrbas
Carnex Vrbas (code BELEX : CRNX) est une entreprise serbe qui a son siège social à Vrbas, dans la province de Voïvodine. Elle travaille dans le secteur de la boucherie-charcuterie.

## Histoire
Carnex Vrbas a été admise au marché non régulé de la Bourse de Belgrade le 26 mars 2007 ; elle en a été exclue le 1er mars 2012.

## Activités
Carnex Vrbas propose du bacon et de la pancetta, de la charcuterie et des viandes fumées (côtes de porc, jambon), du saucisson et, notamment, du salami, ou encore de la mortadelle et des hot dogs. Elle fabrique également du jambon blanc ou du jambon de volaille, des pâtés et de la viande en conserve, des plats cuisinés, comme le goulash de bœuf ou de porc. Carnex Vrbas vend également de la graisse de porc.